# Toyota iQ
A Toyota iQ (Amerikában és Kanadában Scion iQ ) egy  miniautó, amelyet a Toyota gyártott Japánban 2008-tól 2015-ig. Ugyanebben az évben az év autójának is megválasztották Japánban. 2012 óta létezik elektromos változata is, Toyota eQ néven (Amerikában Scion iQ EV), melyből mindössze száz darab készült.

## Története
A Toyota iQ-t a Toyota Nizzában, Franciaországban található európai tervezői és fejlesztői részlege, a Toyota ED² tervezte. A környezetbarátság, az alacsony fogyasztás és a jó manőverezhetőség mellett egyik legfőbb szempont az volt, hogy minél rövidebb autó szülessen, de beltere a méreteihez képest a lehető legnagyobb legyen. Ennek érdekében a differenciálmű az átlagostól eltérő módon a motor elé került, az önindító egybeépült a lendkerékkel, az üzemanyagtartály az első ülések alá, a légkondicionáló berendezés pedig a középkonzol mögé került, kesztyűtartó pedig nem került az utasoldalra. Az ilyen és ehhez hasonló megoldásoknak köszönhetően a mérnököknek sikerült elérniük, hogy kívülről nagyon szűkösnek tűnő autóban három ember kényelmesen, négy pedig kissé összehúzódva elfér.
Az iQ prototípusa 2007-ben debütált a Frankfurti Autószalonon, a hivatalos változat pedig egy évvel később, Genfben mutatkozott be. Japánban 2008 októberében, Európában pedig 2009 januárjában vált elérhetővé a modell. Az Egyesült Államokban csak 2011, Kanadában pedig 2012 óta lehet megvásárolni az autót, Scion iQ néven. Létezik egy Toyota eQ (vagy Scion iQ EV) nevű elektromos változat is, melynek hatótávolsága 80 kilométer. Ebből mindössze száz darab készült, Japánban csak flottacélokra értékesítették, Amerikában pedig egy közautó (carsharing) program keretében használják őket.
Az iQ név az intelligenciahányados angol rövidítéséből ered és a Toyota az egyik fő riválisra, a Smart Fortwo-ra kívánt utalni vele (a "smart" szó angolul "okosat" jelent). A két betűnek azonban más jelentései vannak, a gyár szerint az "i" egyszerre jelent egyediséget (individuality), innovációt (innovation) és intelligenciát (intelligence), míg a "Q" a minőség (quality) rövidítése, ugyanakkor az autó kocka (cube) alakjára is utal.

### Karosszériaváltozatok
| Alvázkód    | (DBA-)KGJ10-BGXRG | (DBA-)KGJ10-BGXNG | (DBA-)NGJ10-BGXNG | NUJ10-BGFNW |
| ----------- | ----------------- | ----------------- | ----------------- | ----------- |
| Karosszéria | Kétüléses         | Négyüléses        | Négyüléses        | Négyüléses  |
| Motor       | 1KR-FE            | 1KR-FE            | 1NR-FE            | 1ND-TV      |
| Év          | 2009–2015         | 2008–2015         | 2008–2015         | 2008–2015   |

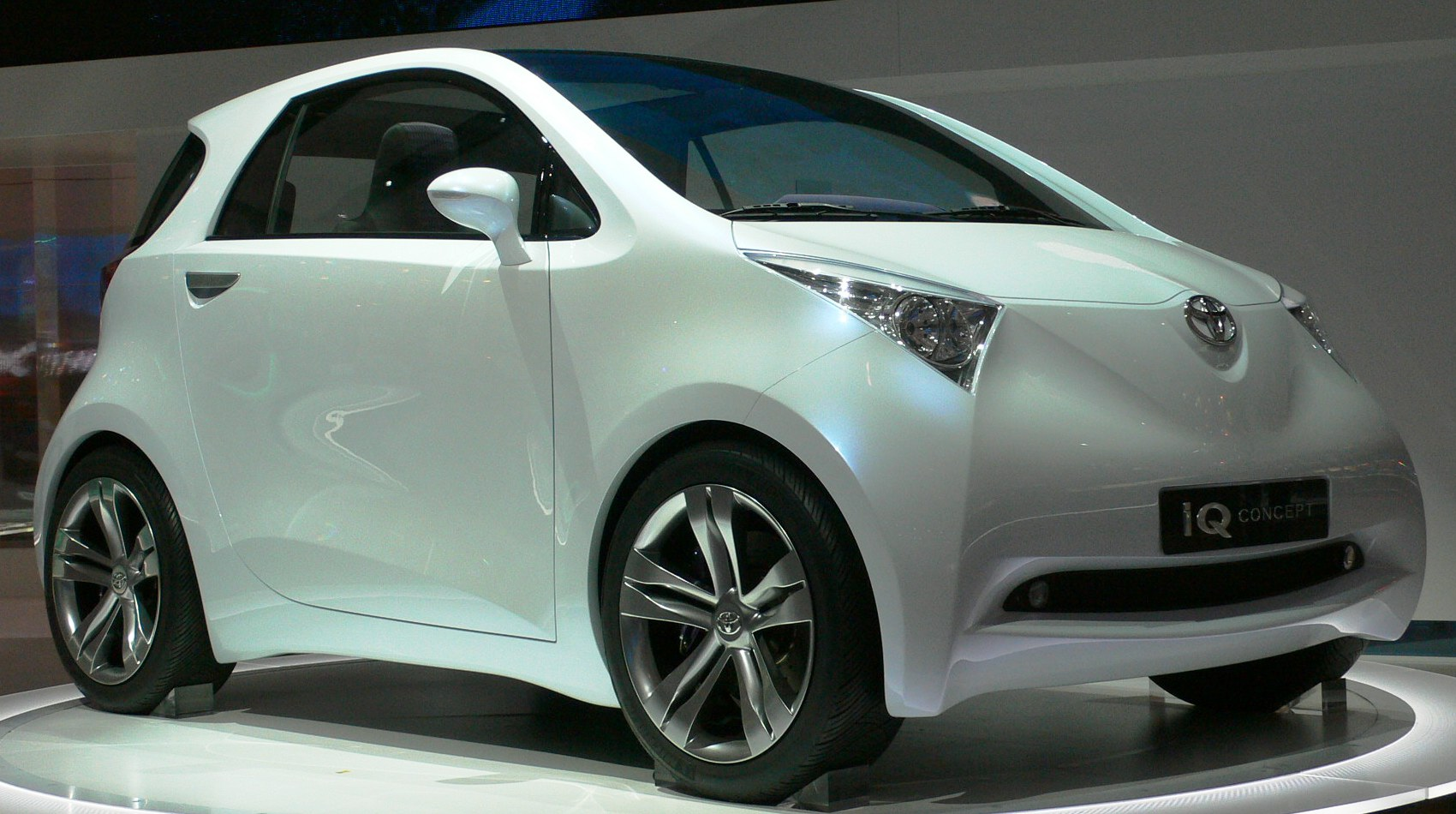
Az iQ prototípusa

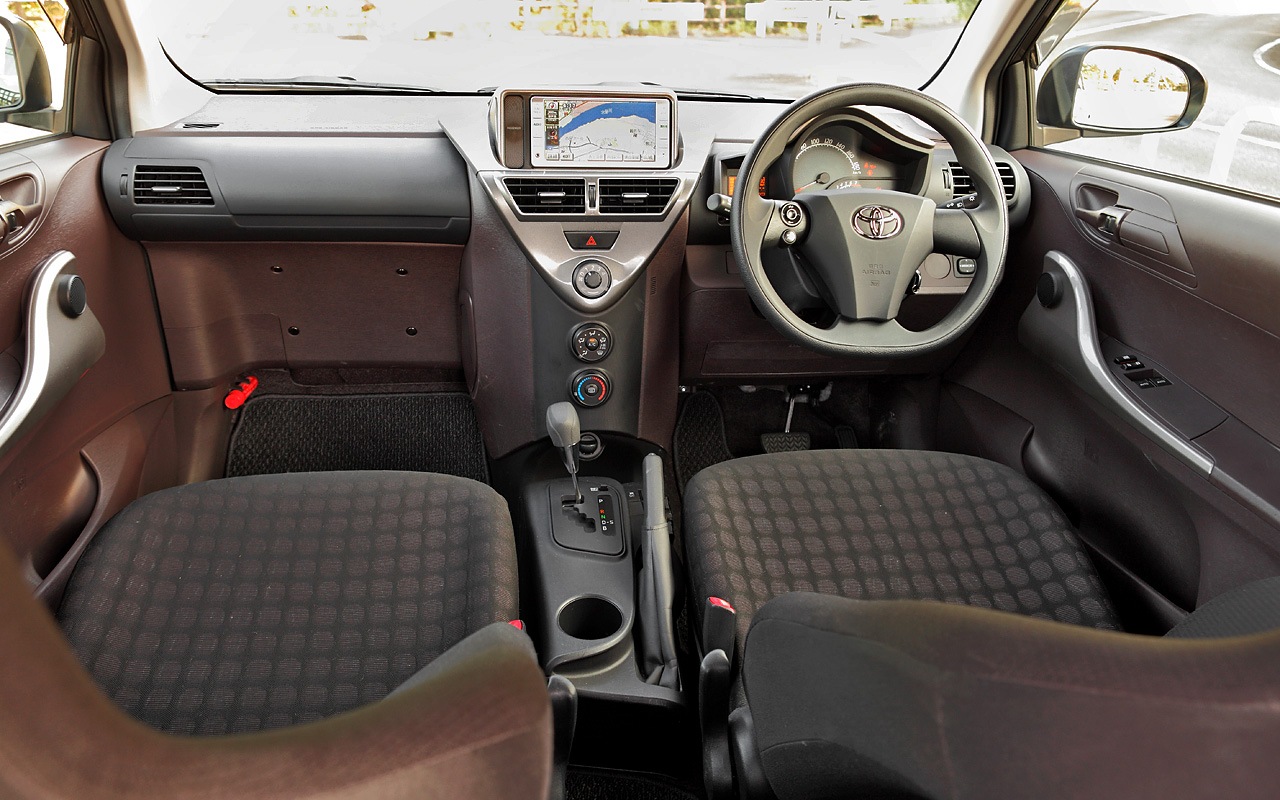
Az iQ belsőtere

A kétüléses változatot csak Japánban árulták.

### Színek
| Szín | Hivatalos név |
| ---- | ------------- |
|      | Pearl White   |
|      | Tyrol Silver  |
|      | Decuma Grey   |
|      | Eclipse Black |
|      | Chilli Red    |
|      | Burnt Orange  |
|      | Deep Amethyst |

### Motorok
| Modell        | Típus                                 | Teljesítmény @ fordulatszám | Nyomaték @ fordulatszám | CO2 kibocsátás (g/km)                       |
| Benzinmotorok | Benzinmotorok                         | Benzinmotorok               | Benzinmotorok           | Benzinmotorok                               |
| ------------- | ------------------------------------- | --------------------------- | ----------------------- | ------------------------------------------- |
| 1.0           | 998 cm³, soros háromhengeres (1KR-FE) | 67 LE (50 kW) @ 6000        | 98 Nm @ 4800            | 99 (manuális), 110 (CVT)                    |
| 1.0 (Japán)   | 996 cm³, soros háromhengeres (1KR-FE) | 67 LE (50 kW) @ 6000        | 98 Nm @ 4800            | CVT: 101 a 10・15 módban, 112 a JC08 módban |
| 1.33          | 1329 cm³, soros négyhengeres (1NR-FE) | 97 LE (72 kW) @ 6000        | 123 Nm @ 4400           | 113 (manuális), 120 (CVT)                   |
| 1.3 (Japán)   | 1329 cm³, soros négyhengeres (1NR-FE) | 93 LE (69 kW) @ 6000        | 118 Nm @ 4400           | CVT: 101 a 10・15 módban, 112 a JC08 módban |
| Dízelmotorok  |                                       |                             |                         |                                             |
| 1.4D          | 1364 cm³, soros négyhengeres          | 89 LE (66 kW) @ 3400        | 190 Nm @ 1800-3200      | 104 (manuális)                              |

- Az 1,0 literes motor azonos azzal, melyet a Toyota Aygóba is szerelnek.[9] Ennek az európai specifikációkkal bíró változata 4,3 literes fogyasztást biztosít 100 kilométeren az iQ-nak vegyes körülmények között.[10]
- Az Egyesült Királyságban csak benzinmotoros iQ kapható.
- Japánban eleinte csak 1,0 literes motorral volt kapható az autó, az 1,33 literes erőforrás csak 2009-ben került a kínálatba.[11]
- Az 1,33 literes, hagyományos manuális sebességváltós modellekhez rendelhető start-stop rendszer.
- Az iQ motorterébe akár egy 1,6 literes motor is beférne.[12]

### Sebességváltók
| Modell | Típus                                     |
| ------ | ----------------------------------------- |
| 1.0    | Ötsebességes manuális, CVT (Super CVT‐i)  |
| 1.33   | Hatsebességes manuális, CVT (Super CVT‐i) |
| 1.4D   | Hatsebességes manuális                    |

Japánban csak fokozatmentes sebességváltóval kapható az iQ.

### Műszaki adatok
|                                          | 1.0 VVT-i             | 1.33 Dual-VVT-i        | 1.4 D-4D                     |
| ---------------------------------------- | --------------------- | ---------------------- | ---------------------------- |
| Gyártás                                  | 2008 november –       | 2009 május –           | 2008 november – 2012 április |
| Alap felszereltségi szint                | iQ                    | iQ 3                   | iQ                           |
| Üzemanyag                                | Benzines              | Benzines               | Dízel                        |
| Motor típusa                             | 1KR-FE                | 1NR-FE                 | 1ND-TV                       |
| Hengerűrtartalom                         | 998 cm³               | 1329 cm³               | 1364 cm³                     |
| Max. teljesítmény                        | 67 LE (50 kW) @ 6000  | 97 LE (72 kW) @ 6000   | 89 LE (66 kW) @ 3400         |
| Max. nyomaték                            | 98 Nm @ 4800          | 123 Nm @ 4400          | 190 Nm @ 1800-3200           |
| Sebességváltó (alap)                     | Ötsebességes manuális | Hatsebességes manuális | Hatsebességes manuális       |
| Sebességváltó (opcionális)               | Fokozatmentes (CVT)   | Fokozatmentes (CVT)    |                              |
| Gumiméret                                | 175 / 65 / R15 J5     | 175 / 60 / R16 J5      | 175 / 65 / R15 J5            |
| Gyorsulás (0–100 km/h)                   | 14,7 mp.              | 11,8 mp.               | 10,7 mp.                     |
| Végsebesség (km/h)                       | 150                   | 170                    | 170                          |
| Városi fogyasztás (liter/100 km)         | 4,9                   | 5,9                    | 4,8                          |
| Városon kívüli fogyasztás (liter/100 km) | 3,9                   | 4,2                    | 3,5                          |
| Kombinált fogyasztás (liter/100 km)      | 4,3                   | 4,8                    | 4,0                          |
| CO² kibocsátás (g/km)                    | 99                    | 113                    | 104                          |
| Saját tömeg (kg)                         | 845 – 885             | 930 – 955              | 935 – 975                    |
| Teljes tömeg (kg)                        | 1200 – 1210           | 1270                   | 1280 – 1285                  |
| Elhaladási zaj db(A)                     | 67,3                  | 69,5                   | 68,7                         |

### Biztonság
Az iQ-ban kilenc légzsák található, egy a kormányban, egy az utasoldalon a műszerfalban, egy a vezetőülésben, mely a vezető törzsét védi, egy az utasülésben, míg a két oldalon függönylégzsákok helyezkednek el. Emellett van még a vezető térdét védő légzsák és hátsó függönylégzsák is, mely a hátsó utasok fejét védi a hátulról történő ütközések esetén. A kocsiban emellett található még elektronikus menetstabilizáló, blokkolásgátló fékrendszer, kipörgésgátló, elektronikus fékerőelosztó és vészfékrásegítő, mind az alapfelszereltség részeként. Komoly biztonsági felszereléseinek köszönhetően az iQ öt csillagot ért el az Euro NCAP törésteszten. A teszt során a 2009-es, 1,0 literes motorral szerelt modellt vizsgálták meg.

## Prototípusok és különleges változatok

### Toyota FT-EV

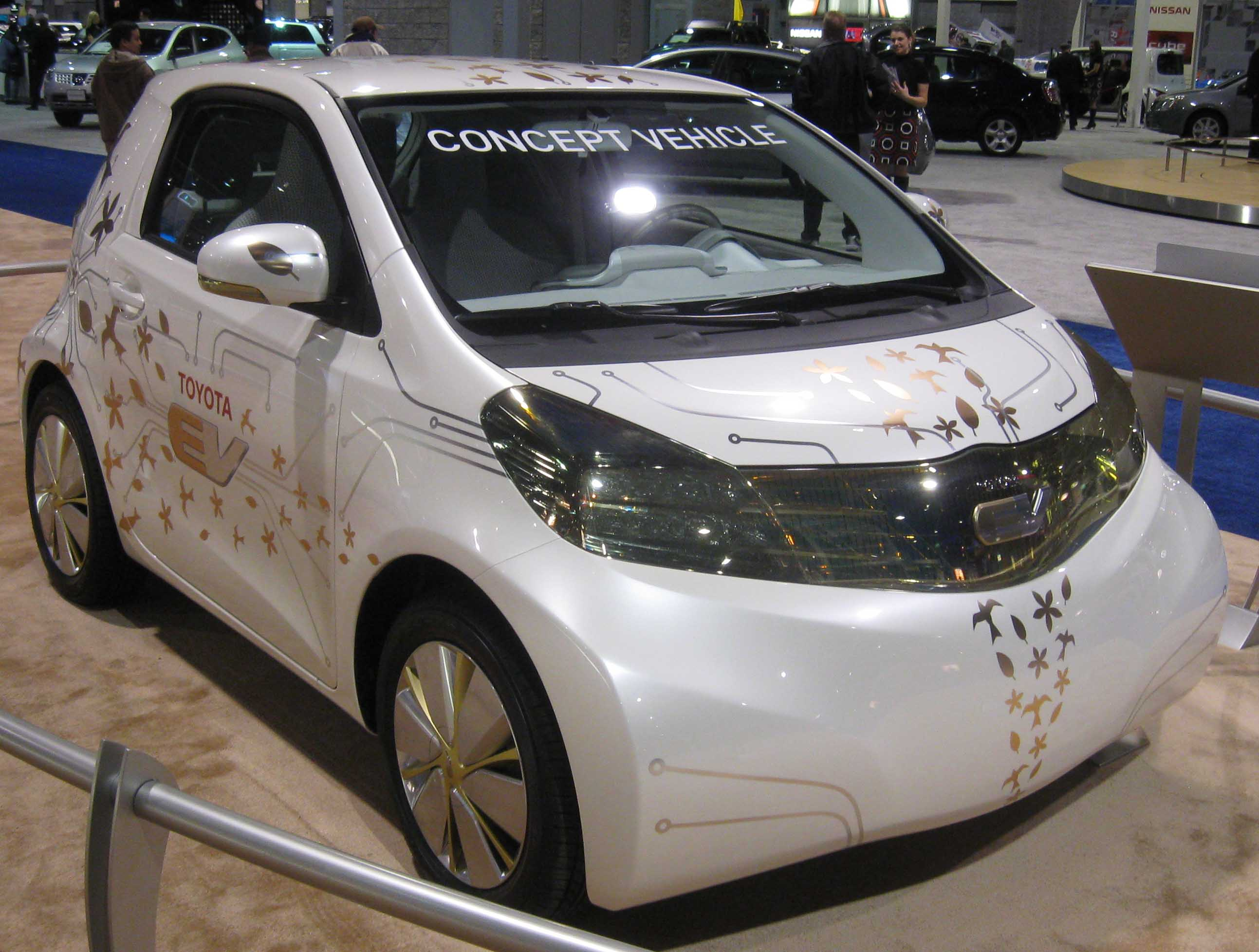
Toyota FT-EV prototípus

Az FT-EV sorozat tagjai tekinthetők a Toyota eQ elődjeinek. Az első elektromos FT-EV prototípus 2009-ben került bemutatásra az Észak-Amerikai Nemzetközi Autószalonon. Az autót úgy tervezték, hogy egy feltöltéssel 80 kilométert tudjon megtenni. 2009 októberében bemutatkozott az FT-EV II a Tokiói Autószalonon, két évvel később pedig bemutatták az FT-EV III-at, szintén Tokióban.

### iQ Customize Car (2009)
Az iQ Customize Car elnevezés tulajdonképpen különleges karosszériaelemeket foglal magába, melyek Japánban kaphatók. A MODELLISTA MAXI csomag részeként egyedi első és hátsó lökhárító, valamint küszöb jár a kocsihoz, míg a MODELLISTA MIXTURE egyedi B-oszlop árnyékolót, tükörborítást, hátsóablak panelt és oldalajtó díszcsíkot jelent. Utóbbiból csomagból van egy változat, mely csak a tükörborítást és az oldalsó díszcsíkokat tartalmazza.

### iQ GAZOO Racing (2009)
Ez egy limitált szériás tuningváltozat, melyből mindössze száz darab készült. A kocsiba 1329 cm³-es motor és hatsebességes manuális sebességváltó került. Emellett keményebb és 30 mm-rel alacsonyabb felfüggesztést kapott, hátulra is tárcsafékek kerültek, megnövelték a fékerőt és 16x5,5 colos RAYS alumínium felnikkel és 175/60R16 méretű gumikkal szerelték. Emellett további merevítések, sport kipufogórendszer, alumínium pedálok, sport üléshuzatok és fordulatszámmérő került bele. A kocsi külseje is átalakult, sportosabb első és hátsó lökhárítót kapott, a kipufogócső középen volt kivezetve, hátsó légterelő és ködlámpa került rá.
A kocsi 2009-ben, a Tokiói Autószalon alkalmával mutatkozott be és kizárólag a Toyota Netz kereskedéseiben volt kapható. Ajánlott fogyasztói ára 1 972 000 japán jen (kb. 4,4 millió forint) volt.

### iQ for Sports/iQ Collection (2009)
Ezek bemutatóautók voltak, melyek azt mutatták be, hogy a tulajdonosok milyen módokon szabhatják testre autójukat. Az iQ for Sports egy egyedi karosszériaelemekkel felszerelt változat volt, melynek főleg széles nyomtávját és letisztult vonalait emelték ki a változtatásokkal a tervezők. Az iQ Collection ezzel szemben a belső módosításokra koncentrált. Mindkét változat a 2009-es Frankfurti Autószalonon mutatkozott be.

### Scion iQ

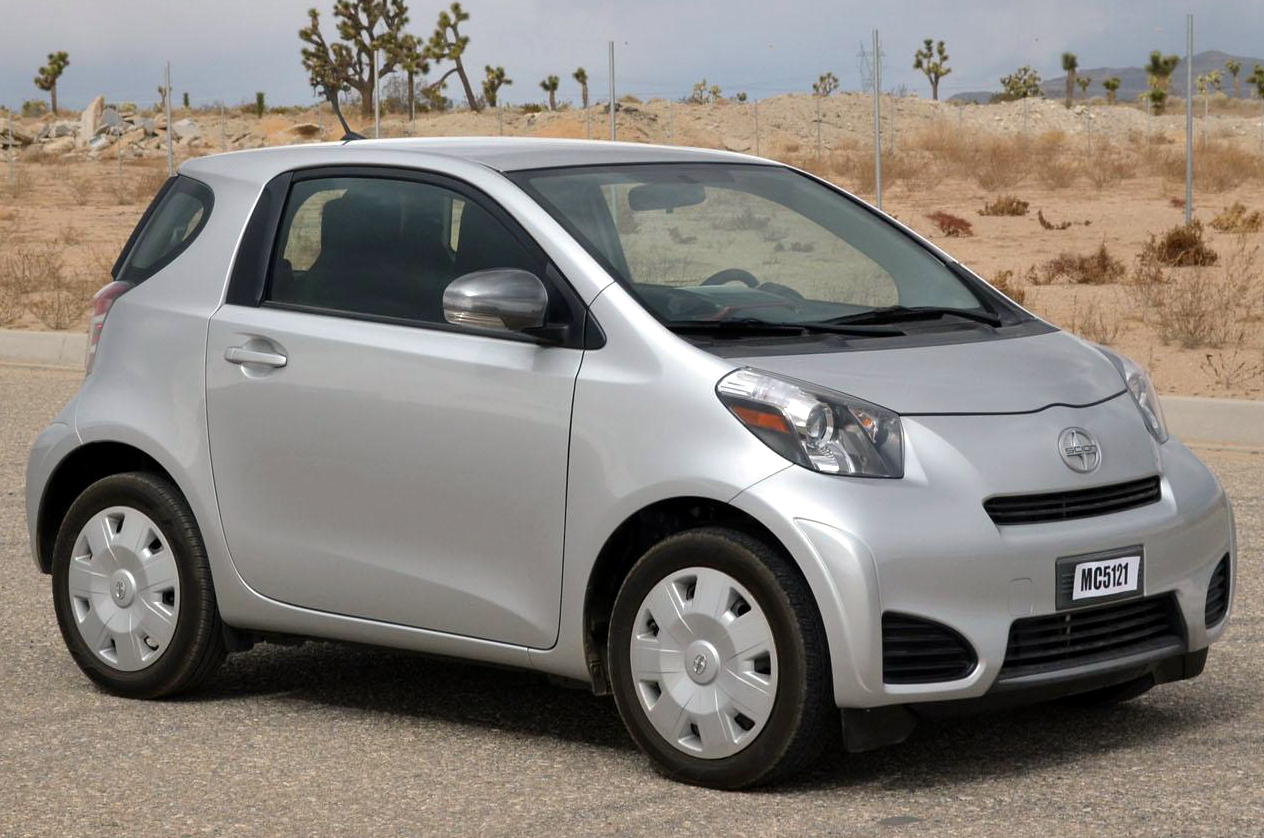
Scion iQ

A Scion iQ a Toyota iQ Észak-Amerikában árult változata, melyet négyhengeres motorral, 18 colos kerekekkel, szélesebb kerékjárati ívekkel és tizenegy légzsákkal szerelnek. A kocsi prototípusát 2009 áprilisában, a New York-i Autószalonon mutatták be, a sorozatgyártás pedig 2010-ben került bejelentésre. Az Egyesült Államokban 2011, Kanadában pedig 2012 óta elérhető a vásárlók számára a Scion iQ.

### GRMN iQ Racing Concept (2011)
A GRMN iQ Racing egy az iQ GAZOO Racingen alapuló prototípus volt, melybe kompresszor és bukócső is került. 2011-ben, Tokióban mutatták be.

### GRMN iQ Supercharger (2012)
Ez egy limitált szériás sportváltozat volt, mindössze száz darab készült belőle és kizárólag Japánban árulták. Ugyanaz a kompresszor került bele, ami a GRMN iQ Racing Conceptben is megtalálható volt. Prototípusa 2012-ben került bemutatásra.

## Toyota eQ

### Története

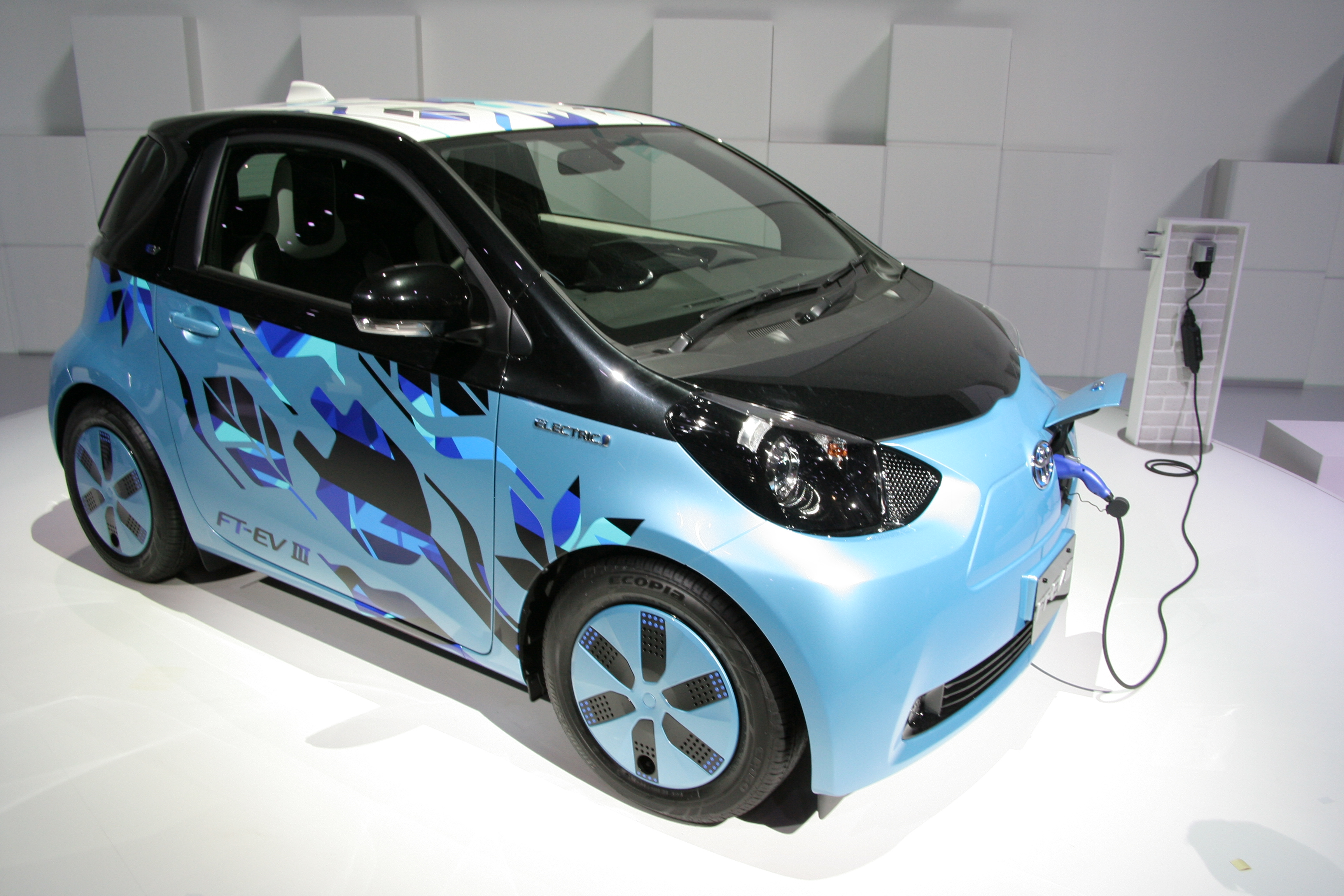
FT-EV III prototípus töltés közben

A Toyota eQ az iQ elektromos változata, melynek prototípusa először 2011-ben volt látható, Genfben. A korábbi, szintén az iQ-ra épülő három FT-EV prototípus az eQ közvetlen elődjének tekinthető, hiszen az tulajdonképpen e három tanulmányautó erősségeinek ötvözéséből született meg. A Scionnak szintén van elektromos meghajtású változata, mely a Scion iQ EV nevet viseli. A Toyota már a kezdetektől fogva úgy tervezte, hogy csak limitált darabszámú elektromos autót készít, melyek csak flottavásárlók számára lesznek elérhetőek. A gyártás kezdetét 2012 augusztusára tűzte ki a gyár és eleinte úgy tervezte, hogy 600 darabot gyárt, melyből 400 Japánban marad, az Egyesült Államok és Európa pedig 100-100 példányt kap. 2012 szeptemberében azonban a gyár bejelentette, hogy a hatótávolság és a töltési idő miatti vásárlói aggodalmak miatt mindössze száz darabot készít, melyből mindössze tíz darabot tart meg Japán flottacélú felhasználásra, kilencven darab pedig Amerikába kerül, ahol egy közautó programban használják majd őket. Egy autó ára újonnan 3,6 millió japán jen (kb. 8,1 millió forint) volt.
Az első harminc darab 2013 márciusában érkezett meg az Amerikai Egyesült Államokba, ahol a Kaliforniai Egyetem Zero Emission Vehicle-Network Enabled Transport (ZEV-NET) nevű közautó program autóflottájába kerültek. A ZEV-NET program 2002 óta működik és az a célja, hogy segítsen az irvine-i vasútállomásra érkezőknek eljutni az egy mérföldre lévő egyetemre vagy irodákba. Korábban ezt az utat mindenkinek gyalog kellett megtennie. 2013 szeptemberében újabb harminc darab került Amerikába, ezúttal a kaliforniai Pleasantonba, a City CarShare nevű közautó program keretein belül, ahol főként az ingázó üzletembereknek van segítségére.

### Technikai adatok

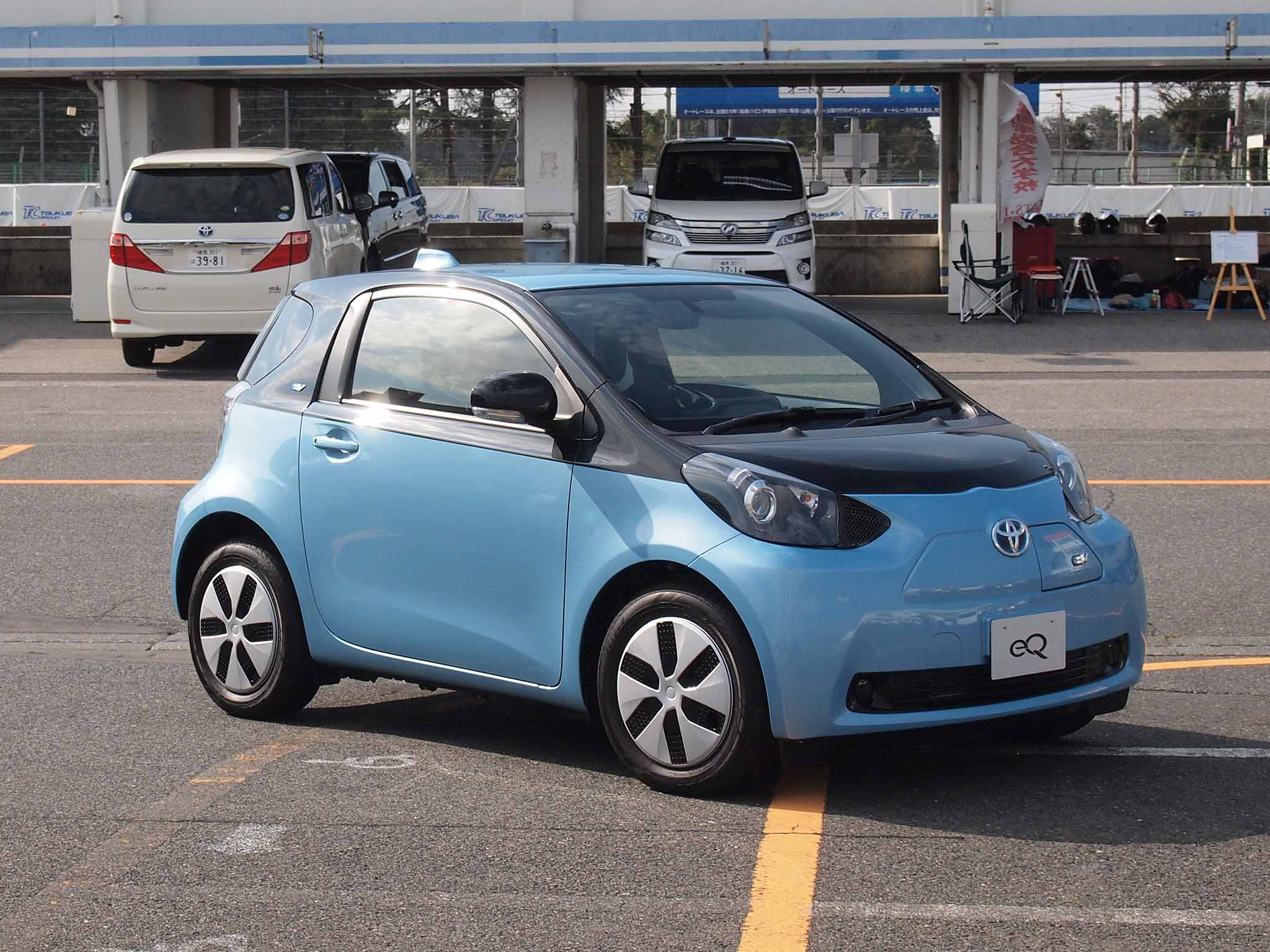
Toyota eQ

Mivel az eQ-t városon belüli kisebb távolságok megtételére tervezték, kisebb a hatótávolsága, mint sok más modern elektromos autónak, de cserébe három óra alatt teljesen feltölthetők az akkumulátorai, a gyorstöltés funkciót használva pedig akár 15 perc alatt 80%-ra tölthető. Az autóban egy 150 cellás, 12 kWh-s, 227,5 voltos lítiumionos akkumulátorcsomag található, mely az európai mérések szerint 85, az amerikaiak szerint pedig 80 kilométeres hatótávolságot biztosít az eQ-nak egy feltöltéssel. A Toyota Hybrid Synergy Drive technológiáján alapuló teljesen elektromos hajtáslánc egy léghűtéses, 47 kW-os, generátorként is funkcionáló villanymotorból, egy 12 kWh-s akkumulátorcsomagból, egy 3 kW-os, vízhűtéses akkumulátortöltőből, egy DC-DC konverterből és egy motorlassító mechanizmusból áll. Az elsőkerék-meghajtású autó maximális nyomatéka 163 Nm, 14 másodperc alatt gyorsul nulláról száz kilométer per órára, végsebessége pedig 125 km/h (78 mph). A Toyota többi hibridjéhez hasonlóan az eQ is regeneratív fékrendszerrel rendelkezik.
A Toyota eQ fordulási köre mindössze 4,1 m, hossza pedig 3120 mm, amivel mindössze 135 mm-rel hosszabb a hagyományos iQ-nál. Szélessége, magassága és tengelytávja megegyezik az iQ-val. A karosszéria gyártásakor a legtöbb helyen nagyszilárdságú acéllemezt használt a gyár, hogy minél kisebb mértékben növekedjen az elektromos modell súlya a lítiumionos akkumulátorok miatt az eredeti modellhez képest. Az eQ végül csak 125 kg-mal lett nehezebb, mint egy hagyományos, 1,3 literes motorral és CVT váltóval szerelt iQ.

### Energiatakarékosság
Az Amerikai Környezetvédelmi Hivatal (EPA) egy 2013-as Scion iQ EV vizsgálatakor városi körülmények között 24 kWh / 100 mérföldes, vegyes körülmények között 28 kWh / 100 mérföldes, autópályán pedig 32 kW / 100 mérföldes energiafogyasztást mért. Ez benzinre és kilométerre átszámolva 1,7, 1,9, illetve 2,2 literes fogyasztást jelentene 100 kilométeren. Az aktuális vizsgálat idején ez volt az EPA által valaha vizsgált legenergiatakarékosabb autó, az összes üzemanyagfajtát egybevéve.

## Aston Martin Cygnet
Az Aston Martin Cygnet egy háromajtós miniautó, amelyet az Aston Martin gyártott 2011 és 2013 között. A kocsi tulajdonképpen a Toyota iQ átalakított változata volt, melyre az Aston Martin modelljeire jellemző karosszériaelemek, emblémák és feliratok kerültek, illetve elegánsabb belsőt kapott. A brit gyártónak többek között azért is volt szüksége egy kisautóra, mert 2012-ben bevezetésre került egy új szabály az Európai Unióban az autógyártók aktuális modelljeinek átlagos károsanyag-kibocsátására vonatkozólag.

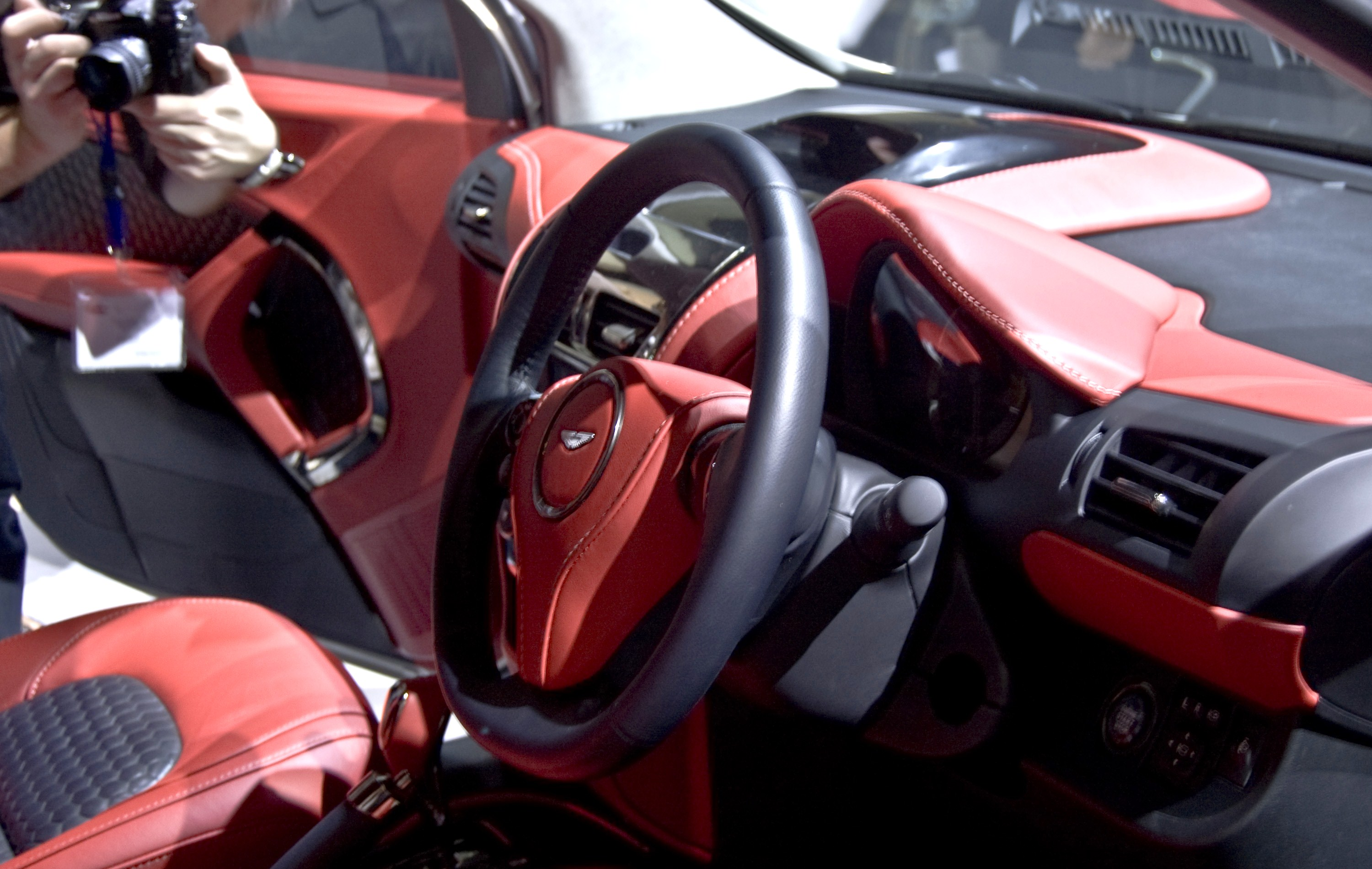
Az Aston Martin Cygnet belsőtere

A Cygnet árusítása 2011 januárjában kezdődött meg. Eleinte csak az Egyesült Királyságban volt kapható, a többi európai országban csak a következő évtől tette elérhetővé a modellt az Aston Martin. A gyár igazgatója, Ulrich Bez úgy nyilatkozott, hogy a Cygnettel az Aston Martin megmutatta, hogy hajlandó komoly újításokra annak érdekében, hogy megfeleljen az egyre szigorodó szabályoknak és annak az egyre növekvő vásárlói rétegnek is, amelyik takarékos, jól manőverezhető városi autót keres. Bez arra számított, hogy évente 4000 darab gazdára fog találni a kisautóból, melynek ára 30 000 font volt, azaz háromszor annyi, mint amennyibe az alapjául szolgáló Toyota iQ került.
A Cygnetbe 1,3 literes, 97 lóerős (72 kW), soros négyhengeres benzinmotor került, melynek széndioxid-kibocsátása 110 g/km volt és a gyári adatok szerint 3,99 liter benzint fogyasztott száz kilométeren.
2013 szeptemberében befejeződött a kisautó gyártása. Mindössze kétéves gyártási időtartamával a Cygnet lett az Aston Martin második legrövidebb életű modellje a 2012-es Virage után, melyet mindössze egy évig készítettek. A Cygnet gyártását a katasztrofálisan gyenge eladási mutatók miatt szüntették be, ugyanis az várt évi 4000 darabos eladás helyett alig 150 talált gazdára.

## Fordítás
Ez a szócikk részben vagy egészben  a   Toyota iQ című angol Wikipédia-szócikk fordításán alapul.  Az eredeti cikk szerkesztőit annak laptörténete sorolja fel. Ez a jelzés csupán a megfogalmazás eredetét és a szerzői jogokat jelzi, nem szolgál a cikkben szereplő információk forrásmegjelöléseként.